# Атмосферная оптика
Атмосферная оптика — раздел физики атмосферы, изучающий процессы распространения оптического излучения в атмосфере. Атмосферная оптика исследует физические и химические процессы, которые определяют оптическое состояние атмосферы, механизмы формирования и изменения климата, основанные на оптически значимых составляющих атмосферы, а также процессы в атмосфере, определяющие радиационный режим и климат Земли. В рамках физической оптики также разрабатываются методы исследования окружающей среды.
Разделы атмосферной оптики включают в себя молекулярную спектроскопию, распространение оптических волн, атмосферную коррекцию, дистанционную диагностику окружающей среды, эволюцию оптических характеристик под воздействием природных и антропогенных факторов.
Атмосферная оптика тесно связана с изучением оптики коллоидов и аэрозолей, планетных атмосфер, оптики моря, радиационной теплопередачи и др. С атмосферной оптикой связано открытие явления рассеяния излучения, определение числа Авогадро, доказательство молекулярного строения атмосферы и кинетическая теория газов и др. Атмосферная оптика находит применение в решении проблем физической химии, астрофизики, океанологии, техники, метеорологии, транспорта, агротехники, светотехники, курортологии, астрофизики и т. д.

## История
Атмосферная оптика является одной из наиболее древних наук, она зародилась несколько тысяч лет назад, когда человек впервые начал систематизировать свои наблюдения за небом. До начала XX века в атмосферной оптике преимущественно использовались методы визуального наблюдения, учёных в первую очередь интересовали феноменологические явления: зори, радуги, гало, венцы, глории, миражи, ложные солнца, цвет неба и облаков. Указанные явления происходят при рассеянии световых лучей от солнца в атмосфере и сильно зависят от длин волн излучения.. Современная атмосферная оптика изучает распространение, трансформацию, а также генерацию электромагнитных волн в широком диапазоне длин волн: от ультрафиолета до радиоизлучения.

### Иллюзия изменения размеров Солнца и Луны у горизонта

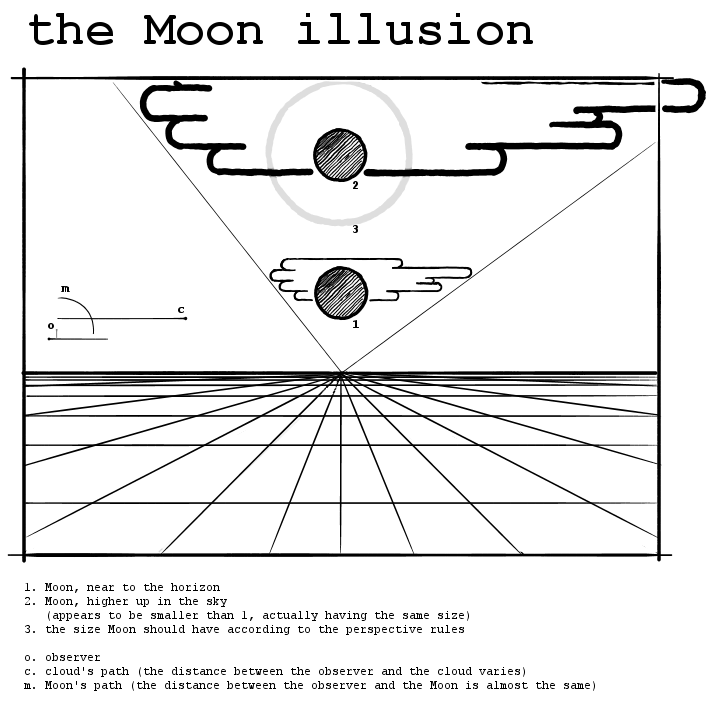
Сравнительные размеры Луны и облака, по мере их продвижения выше

В  IV в. до н. э. Аристотель в своей «Метеорологике» писал об иллюзии увеличения размеров Солнца, Луны, созвездий и других объектов на небосводе, находящихся близко к горизонту (примерная разница в размерах достигает 3—4 раза). Аристотель объяснял данную иллюзию астрономической рефракцией, то есть увеличением размеров объектов, создаваемым атмосферой. Во II веке Птоломей объяснил иллюзию тем, что в расстоянии от человека до Луны нет последовательности промежуточных объектов, поэтому Луна кажется больше на горизонте. В XI веке арабский ученый Альгазен в «Book of Optics» предположил, что иллюзия происходит в голове у человека и является субъективным явлением. В XIII веке Роджер Бэкон, Витело и Джон Пекхам (John Peckham), основываясь на Альгазене, объясняли иллюзию психофизиологическим особенностями нашего зрения, подтверждая тем самым теорию Альгазена и отвергая теорию Птоломея. В наши дни данная иллюзия объясняется особенностью человеческого восприятия. Для человека небо представляется в виде сплюснутого купола, на котором и располагаются все небесные объекты. В такой проекции объекты вблизи горизонта кажутся более удаленными чем те, что расположены в зените. Поэтому объект одного размера визуально увеличивается при проектировании на горизонт и уменьшается — при проектировании на зенит. Тем не менее, в книге Хелена Росса (2002) «Загадка лунной иллюзии», в которой рассматриваются различные теории, объясняющие иллюзию, автор приходит к выводу, что «ни одна теория не победила».

### Вопрос о цвете неба и солнца
В XVI веке Леонардо да Винчи объяснял синеву небесного свода тем, что белый воздух на тёмном фоне мирового пространства кажется синим. Л. Эйлер считал (1762), что «сами частицы воздуха имеют синеватый оттенок и в общей массе создают интенсивную синеву». В начале XVIII века И. Ньютон объяснял цвет неба интерференционным отражением солнечного света от мельчайших капель воды, всегда взвешенных в воздухе. Вопрос синего неба настолько волновал учёных, что они проводили эксперименты по рассеянию света в жидкостях и газах. Об этом говорят названия их работ: «О голубом цвете неба, поляризации света облачным веществом вообще» Д. Тиндаля, «Моделирование голубого цвета неба» и т. п. Точку в вопросе о цвете неба поставили физики Рэлей, Л. И. Мандельштам и др. Они объяснили синий цвет неба тем, что свет с более короткими длинами волн (синий участок видимого спектра) лучше рассеивается на флуктуациях плотности воздуха (случайно расположенные сгущения и разрежения). В 1908 и 1910 годах теория рассеяния света на флуктуациях воздуха была развита М. Смолуховским и А. Эйнштейном.

### Эффект Пуркине
В 1818 году Ян Пуркине обратил внимание на изменение восприятия цветовых сочетаний в сумерках. Например, если посмотреть в ясный солнечный день на два цветка: красный мак и синий василёк, то оба они имеют яркие цвета, мак представляется даже более ярким. Однако ночью всё выглядит иначе: мак видится практически чёрным, а василек светло-серым. Данный эффект и получил имя Пуркине. Эффект связан с изменением освещённости объектов и объясняется кривой видимости сумеречного зрения. Красный цвет лежит за пределами кривой видимости и поэтому остается неразличимым в сумерках, поэтому мак и выглядит чёрным. В то же время василёк становится светло-серым, поскольку палочковый аппарат в сетчатке глаза, работающий в сумерках, бесцветен (ахроматичен).

### Учёт поляризации при рассеивании света
Учёт поляризации при расчётах рассеивания света необходим, поскольку рассеяние света сильно зависит от его поляризации. Более того, задача о многократном рассеянии света без правильного учёта его поляризации является некорректно поставленной. В 1852 году Дж. Г. Стокс установил параметры, необходимые для описания поляризации светового пучка, которые обладают свойством аддитивности для не когерентных (не интерферирующих) пучков. В 1946 году Г. В. Розенберг использовал данные параметры в задачах атмосферной оптики. Розенбергом и сотрудниками института впервые были измерены все компоненты матрицы рассеяния как для приземного воздуха, так и для слабых туманов.
В 1890 году было предложено уравнение, на котором основан метод расчёта распределения яркости и поляризации по небу с учётом многократности рассеяния света и отражения от земной поверхности. Оно получило название «уравнение переноса». Впервые его предложил российский физик О. Д. Хвольсон. При рассмотрении безоблачного неба влияние многократного рассеяния является незначительным. Однако при рассмотрении облаков, которые являются сильно мутными средами, многократное рассеяние является важным фактором. Без этого фактора нельзя правильно рассчитать отражение, прозрачность облаков и световой режим внутри них.
Е. С. Кузнецов (1943—1945) отказался от попытки получить аналитическое решение уравнения, так как при расчётах видимости требовалось учитывать большое количество факторов. Он решал задачу методом последовательных приближений в численной форме и изучал сходимость последовательных приближений. Также совместно с Б. В. Овчинским (1949) были получены подробные таблицы яркости атмосферы для различных оптических толщин, величин альбедо и разной высоты Солнца. Обширное исследование как разнообразных факторов, влияющих на наклонную дальность видимости, так и теоретических основ её расчета было проведено В. А. Краттом в 1946 году. По этой теме работали: советские учёные В. А. Амбарцумян (1941—1943, получил уравнения для непосредственного определения коэффициентов яркости отраженного пучка), В. В. Соболев (1956, разработал метод расчета свечения мутных сред при произвольном расположении источников излучения); индийский учёный С. Чандрасекар (1950) и другие.
Исследованиями яркости и поляризации неба занимались такие советские учёные как В. Г. Фесенков, И. И. Тихановский, Е. В. Пясковская-Фесенкова (основной её вывод заключается в том, что если исключить случаи высокой мутности, то большую часть наблюдений над яркостью неба можно интерпретировать при учете только рассеяния прямого солнечного света. Это связано с прозрачностью атмосферы для видимой радиации), Г. Д. Стамов и их учениками. В исследованиях прозрачности облаков, нижних слоев атмосферы, туманов участвовали: А. А. Лебедев, И. А. Хвостиков, С. Ф. Родионов; американские учёные Д. Стреттон и Г. Хаутон; французские учёные: Э. и А. Васей, Ж. Брикар.

### Учёт аэрозоля при рассеивании света
При рассеивании света необходимо учитывать запылённость реальной атмосферы аэрозолем (природного вида: капельки воды и водных растворов и т. п.; антропогенного вида: частицы органической и минеральной пыли, частицы сажи и др.). Теорию рассеяния и поглощения света частицами аэрозоля разработал Г. Ми (1908). Теория описывает характеристики поглощения и рассеяния света частицами любых размеров и показателей преломления. Установлено, что ослабление падающих лучей происходит от молекулярного и аэрозольного рассеяния. Пучок рассеиваемого аэрозолем света описывают четырьмя характеристиками: степенью эллиптической поляризации, интенсивностью, степенью поляризации и угловым положением плоскости максимальной поляризации. Это описывается аддитивными параметрами Стокса, которые получили название: матрица четвёртого ранга из параметров Стокса или матрица рассеяния света.
Образование аэрозолей в атмосфере обусловлено производственной деятельностью человека, лесными пожарами, извержениями вулканов, биологическими процессами и другими причинами. Видное место в образовании аэрозолей занимают такие газы как диоксид серы (SO2), сероводород (H2S), аммиак (NH2)[уточнить]. Содержание аэрозольных частиц в стратосфере увеличивается тогда, когда проходят мощные вулканические извержения, что приводит к изменению оптических характеристик стратосферы, которые сохраняются в ней в течение одного-двух лет после извержения.
Теория рассеяния и поглощения света частицами аэрозоля была дополнена и развита советскими учёными В. В. Шулейкиным (1924), В. А. Фоком (1946), К. С. Шифриным (рассматривал прозрачность дождей для видимой радиации, 1951) и голландским учёным ван Хюлстом (1957). Было установлено, что характер рассеяния зависит от отношения радиуса частицы к длине волны и от вещества частицы. В теории Рэлея молекулы вещества ведут себя так же, как и небольшие частицы, однако всё меняется при значительном увеличении размера частицы. В этом случае зависимость рассеяния от длины волны ослабевает и оказывается, что большие частицы рассеивают свет нейтрально. Данный факт объясняет белый цвет облаков, поскольку радиусы капель облаков в 10—20 раз больше длины волны видимого света. Так же белесоватый цвет неба объясняется тем, что воздух содержит пыль или капельки воды.

#### Аэрозоли в облаках, дождях и снегопадах
В 1936 году было обнаружено, что облака на Эльбрусе имеют различные спектральные зависимости. Была выдвинута гипотеза, что в облаках Эльбруса присутствует, помимо обычных капель (радиусом 5—10 микрометров), большое число субмикроскопических частиц (радиусом 0.1 мкм, то есть аэрозолей). По этой теме работали А. А. Лебедев, В. И. Черняев (1936), Е. И. Бочаров (1955), В. Е. Зуев (1966) и другие сотрудники.
В 1953 году изучали прозрачность дождей для видимой радиации Е. А. Поляков и К. С. Шифрин (1953).
В 1960 году изучал прозрачность снегопадов И. Л. Зельманович.

### Световые явления атмосферы как признаки предстоящей погоды
Постоянно делались попытки установить прямые связи между световыми явлениями неба и изменениями погоды. В 1924 году была опубликована монография П. И. Броунова, в которой поднимались вопросы, связанные с изучением признаков погоды по световым явлениям атмосферы. В книге систематизированы наблюдения Г. А. Тихова, Г. И. Вильда, Б. И. Срезневского и других авторов. В книге установлен ряд эмпирических закономерностей. Это направление, однако, в дальнейшем не получило большого развития. Тем не менее, изучая физику оптических явлений и изучая явления, вызывающие изменения погоды, можно попытаться найти связь между погодой и оптическими явлениями.

### Видимость
По этому направлению работали И. И. Тихановский (1927, разработал измеритель видимости), В. В. Шаронов (1934, разработал дымкомер) Е. С. Кузнецов (1943), Б. В. Овчинский (1943), О. Д. Бартенева, Н. Г. Болдырев и другие. Были созданы приборы по измерению видимости такие как ДМ-7 (1948), ИВ-ГГО (1953), нефелометры КОЛ-8 и КОЛ-10, регистратор прозрачности М-37 (1960, применяется для аэропортов), специальный поляризационный измеритель видимости М-53 (1963) и другие.

### Перенос теплового излучения
Перенос теплового излучения является одним из основных факторов теплопередачи в атмосфере. Тепловое излучение находится в диапазоне от 3 до 50 мкм, и его влиянием часто можно пренебречь при исследованиях в «чистой» атмосфере, поскольку для длинных волн эффект рассеяния не существенен. В то же время расчет переноса тепловых волн в реальной атмосфере оказывается трудоемким, поскольку в атмосфере существуют газы с полосами сильного поглощения и излучения в спектре. В частности, это спектры таких поглощающих газов как водяной пар (H2O), углекислый газ (CO2), озон (O3) и других парниковых газов. Задача усложняется тем, что спектр этих газов может изменяться с температурой и давлением, а следовательно, весьма изменчив в реальной атмосфере. Впервые эту проблему проанализировал А. В. Либединский (1939). Также темой переноса теплового излучения занимались советские учёные В. Г. Кастров, Б. С. Непорент, который предложил метод определения содержания водяного пара в атмосфере), Е. М. Фейгельсон и американские — Д. Хоуард и Р. Гуд.
К. Я. Кондратьев выполнил подробные расчеты по этой теме (1949, 1950, 1956, 1966). В монографии, вышедшей в 1956 году, были рассмотрены вопросы радиационного теплообмена в атмосфере: данные о спектре поглощающих газов, методы измерения потоков излучения, приближённые методы расчетов, результаты расчётов и измерений потоков теплового излучения в атмосфере. В его трудах — монографии о лучистой энергии Солнца (1954) и книге о лучистом теплообмене (1956) — содержится обзор исследований в области актинометрии и атмосферной оптики.
В 1962 и 1964 годах К. Я. Кондратьев, К. Е. Якушевский, М. С. Малкевич и Л. Н. Копров произвели расчёты распределения энергии по спектру и угловой структуре излучения Земли. Данные расчёты позволяют проводить оценку точности ориентировки искусственного спутника Земли по полю теплового излучения, а также определять по измерениям яркости со стороны искусственного спутника Земли точность потоков излучений.
Перенос теплового излучения исследуется на различных высотах, наблюдения проводились в том числе над Антарктикой. Для этих целей был разработан актинометрический радиозонд для получения систематических сведений о потоках теплового излучения.

## Известные явления
Атмосферная оптика объясняет большое количество видимых явлений в атмосферах Земли и других планет. Так, синий цвет неба обусловлен рэлеевским рассеянием. Гало объясняется рассеиванием света на кристалликах льда и других частицах в атмосфере. Миражи объясняются тем, что лучи света изгибаются из-за колебаний температуры воздуха и тем самым перемещают изображение объекта. Фата-моргана объясняется температурной инверсией. Радуга объясняется сочетанием внутреннего отражения и дисперсионного преломления света в каплях дождя.

### Паргелий

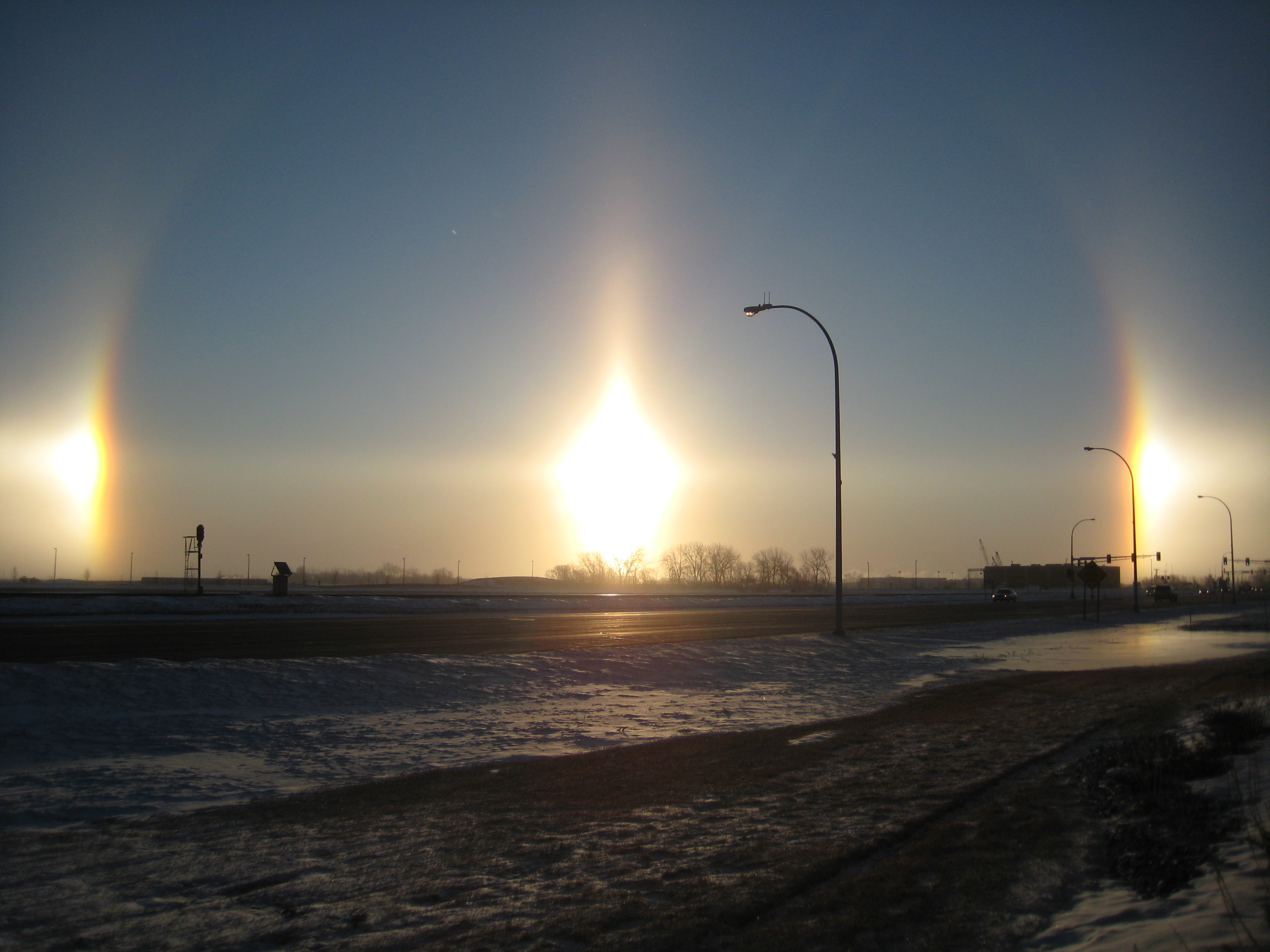
Северная Дакота. Ложные солнца

Паргелий —  это один из видов гало, который выглядит как «ложное Солнце» на уровне Солнца. Эффект возникает в результате преломления света Солнца в кристалликах льда атмосферы. В атмосфере гигантских газовых планет, таких как Юпитер, Сатурн, Уран и Нептун, могут формироваться облака из аммиака, метана и других веществ. Кристаллики льда таких веществ могут создавать ореолы с четырьмя и большим количеством ложных солнц..

### Мираж

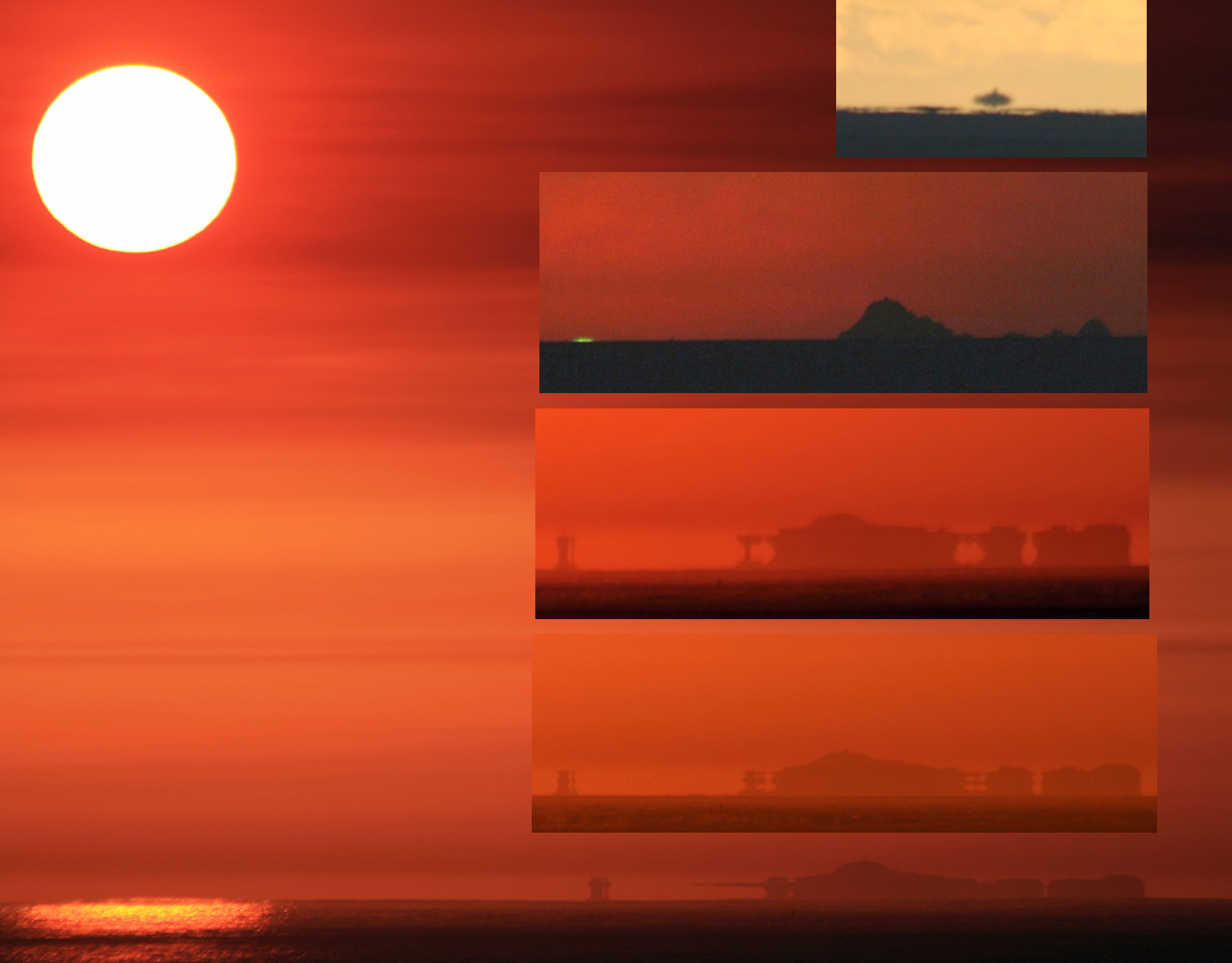
Различные виды миражей за 6 минут. Вторая вставка показывает зелёную вспышку

Мираж — оптическое явление в атмосфере, при котором лучи света изгибаются так, что происходит перемещение изображения предмета.
В отличие от галлюцинаций, мираж является реальным оптическим явлением, которое может быть снято на камеру, так как лучи света на самом деле преломляются и формируют ложное изображение, которое наблюдается при мираже. Разновидностью миража является фата-моргана, состоящая из нескольких форм миражей, когда отдалённые объекты видны многократно и с разнообразными искажениями.

#### Фата-моргана

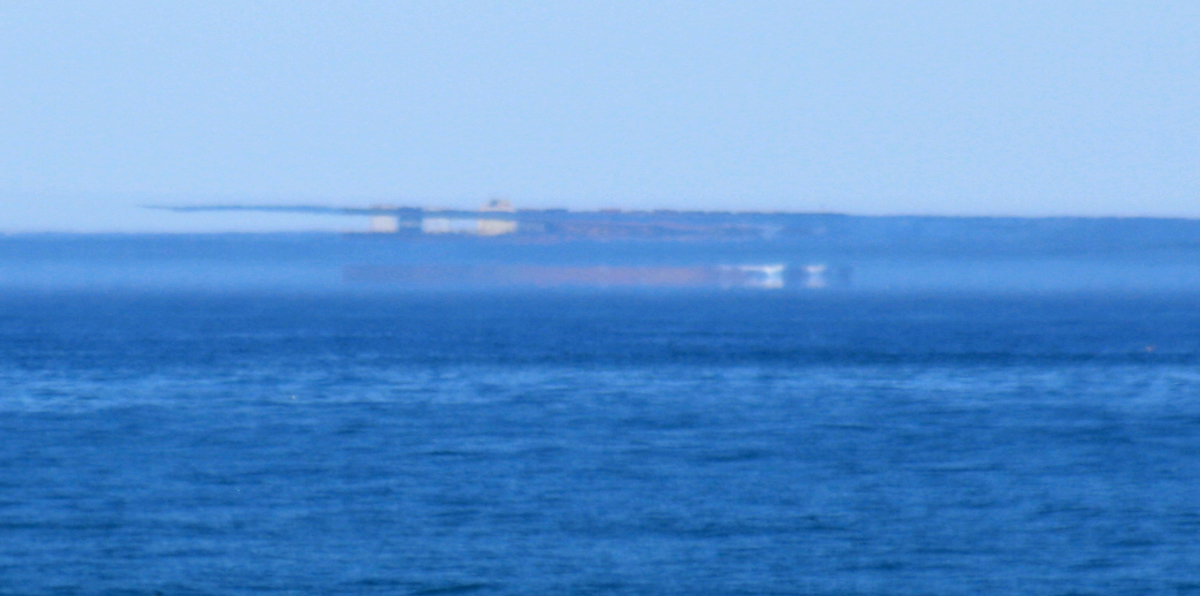
Фата-моргана в море

Фата-моргана является очень сложной формой миража, которая видна в узкой полосе прямо над горизонтом. Название произошло от Феи Морганы, одной из действующих лиц цикла легенд о короле Артуре. По легенде, этот мираж создаёт колдунья. Он демонстрирует сказочные замки в воздухе или несуществующие земли, предназначенные для того, чтобы заманить моряков на смерть.
Фата-моргану можно увидеть на суше или на море, в полярных регионах или в пустынях. Этот тип миража может включать практически любой вид удалённого объекта, в том числе такие как корабли, острова и побережья.
Мираж выглядит как перевёрнутый объект. Это оптическое явление происходит из-за того, что лучи света сильно изгибаются, когда проходят через слои воздуха с быстро меняющейся по высоте температурой в температурной инверсии, которые формируют атмосферный волновод. В безветренную погоду слой значительно более тёплого воздуха, лежащий над слоем холодного плотного воздуха (температурная инверсия), образует атмосферный канал, который действует как преломляющая линза и создаёт перевёрнутое изображение.

#### Зелёный луч
Зелёный луч — оптическое явление, которое происходит вскоре после заката или перед восходом солнца и выглядит как вспышка зелёного света, длящаяся несколько секунд. Зелёный луч можно наблюдать и с Луны, и на ярких планетах на горизонте, в том числе на Венере и Юпитере.

#### Эффект Новой Земли
Эффект Новой Земли является полярным миражом и обусловлен высоким преломлением солнечного света и разницей температуры. Эффект состоит в том, что солнце восходит раньше своего реального времени. В зависимости от метеорологической обстановки солнце представляется в виде линии или квадрата. Первым человеком, описавшим это явление, был Геррит де Веер, участник экспедиции на Новую Землю. По названию места экспедиции было дано название феномену .

### Сумеречные лучи

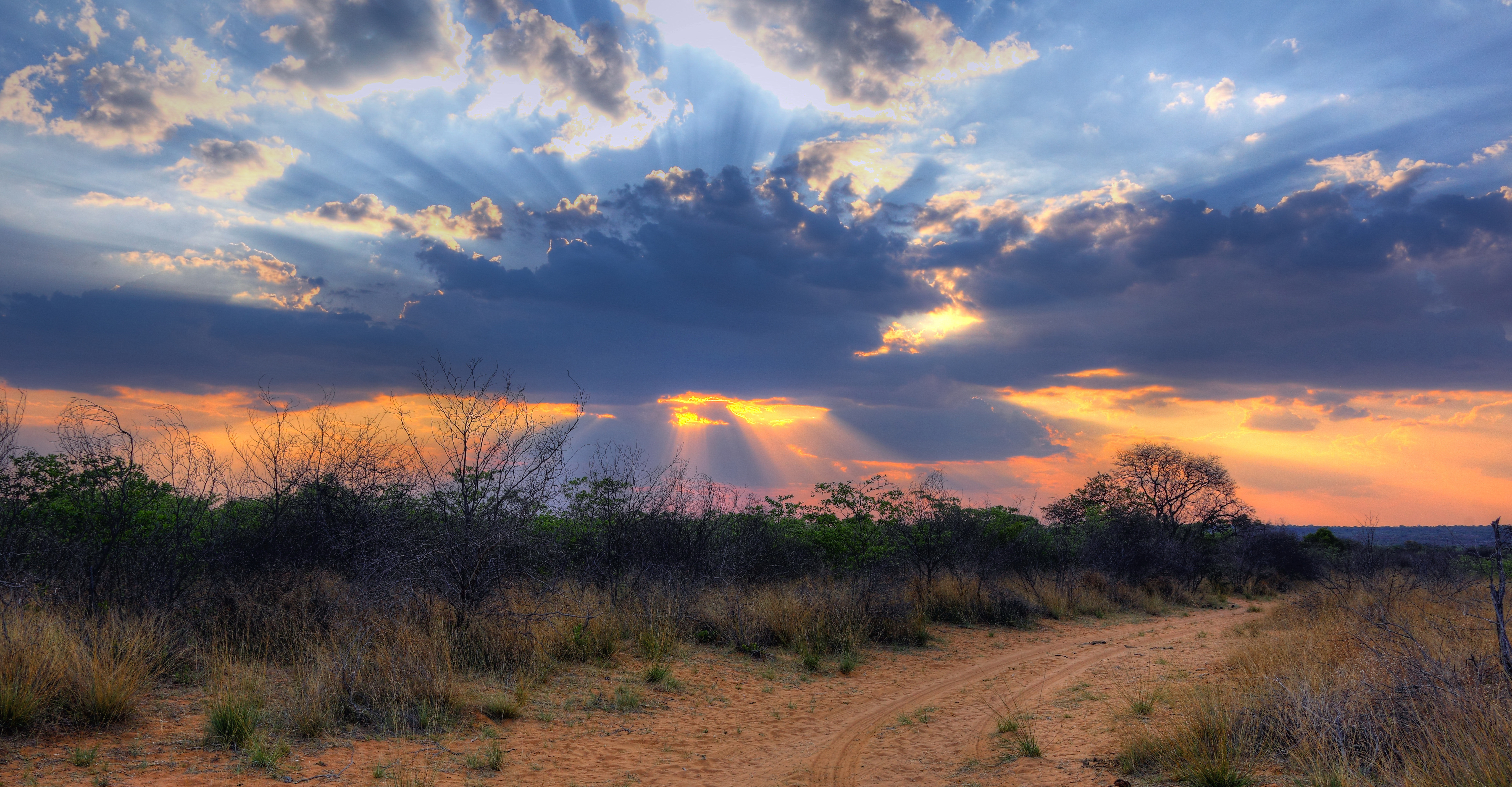
Сумеречные лучи. Плато Намибии

Сумеречные лучи — почти параллельные лучи солнечного света, проходящие через атмосферу Земли, но кажущиеся расходящимися из-за линейной перспективы. Сумеречные лучи можно иногда рассмотреть под водой, особенно в арктических районах. Они появляются из шельфовых ледников или трещин во льду.

### Астрономическая рефракция

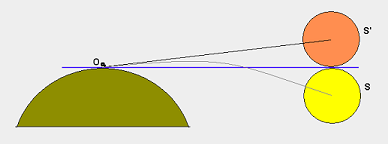
Схема смещения изображения Солнца на восходе и закате

Это преломление в атмосфере световых лучей от небесных светил, которое  происходит таким образом, что фактическое положение светила находится ниже, чем наблюдаемое. По этой причине моряки не делают вычисления по звёздам, когда они на высоте 20° и ниже над горизонтом. А астрономы наблюдают только звёзды, которые расположены высоко в небе.

### Голубая Луна и зелёное Солнце
Нехарактерный цвет светила можно наблюдать, когда свет рассеивается на крупных частицах, взвешенных в атмосфере, таких как пыль, дым или водяной пар. В таком случае, в отличие от случая, когда свет проходит через чистый воздух, свет от Солнца или Луны с длинными волнами (красный, оранжевый, жёлтый) рассеивается сильнее, чем коротковолновый (синий, голубой, зелёный).
Примеры:
1. Солнце можно наблюдать зелёным во время песчаных или пыльных бурь или после них, когда в атмосфере находится большое количество мелких частиц пыли. При этом солнце может принимать желтоватую или даже красноватую окраску.
2. Если посмотреть на Солнце днём через клубы пара с мелкими капельками (то есть в первые его моменты), то можно наблюдать голубое Солнце[3].
3. Голубая окраска Луны или Солнца возникает на восходе или закате, когда идёт задымление от интенсивного извержения вулкана взрывного типа или при сильных пожарах. К примеру, данный эффект был зафиксирован 26—28 сентября 1951 года, когда по Европе распространился дым от громадных лесных пожаров, в это же время в Канаде можно было наблюдать голубое Солнце при восходе. В 1985 году после извержения вулкана Мауна-Лоа на Гавайских островах можно было наблюдать голубую восходящую Луну. Такая окраска Солнца или Луны при восходе или заходе имела место и при других интенсивных вулканических извержениях.

### Цвет облаков

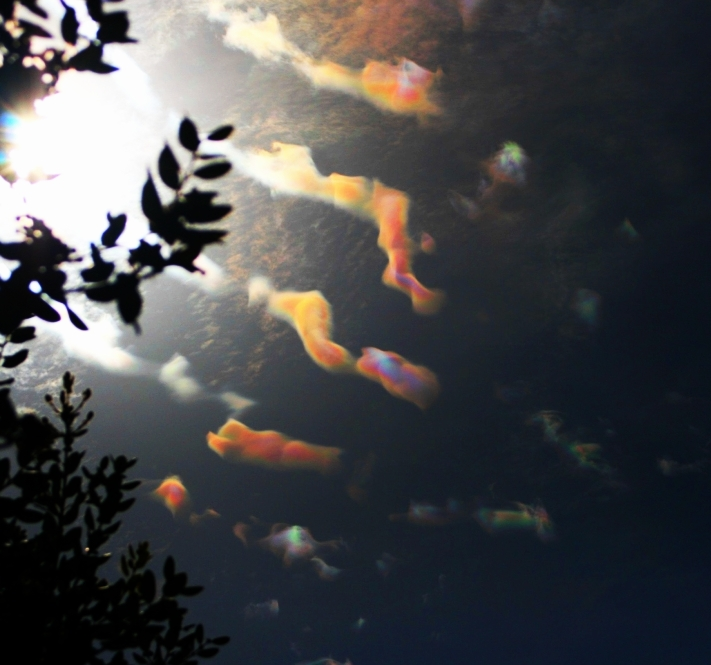
Высоко-кучевые и перисто-кучевые облака

Цвет облаков много рассказывает о процессах, происходящих внутри облака. Плотные облака в тропосфере демонстрируют высокую отражательную способность (от 70 % до 95 %) по всей видимой области спектра. Мелкие частицы воды расположены близко друг к другу; солнечный свет, рассеиваясь на них, не может проникнуть далеко в облако и быстро выходит наружу, придавая облаку характерный белый цвет. Капельки на облаках, как правило, рассеивают свет эффективней, так что интенсивность солнечного излучения уменьшается. В результате цвет нижней границы облаков может измениться от светлого до очень тёмно-серого в зависимости от толщины облака и количества отражаемого или передаваемого к наблюдателю света.
Если облако достаточно велико, и капли разнесены достаточно далеко друг от друга, то свет, который входит в облако, не отражается, а поглощается. Этот процесс отражения и поглощения придает облакам оттенки цвета в диапазоне от белого до чёрного.
Голубовато-серый цвет облака является результатом рассеяния света в облаке. В видимой области спектра коротковолновые (синие и зелёные) лучи света легче рассеиваются каплями воды, а длинноволновые (красные и оранжевые) лучи поглощаются. Синеватый цвет говорит о скором дожде.
Зеленоватый оттенок в облаке присутствует, когда солнечный свет рассеивается на льдинках. Если кучево-дождевые облака окрашиваются в зелёный цвет, то это признак того, что будет сильная гроза, сильный дождь, град, сильный ветер и возможно торнадо .
Желтоватый цвет облаков обычно наблюдается летом, когда идёт сезон лесных пожаров. Жёлтый цвет обусловлен присутствием загрязняющих веществ в дыме. Желтоватый цвет облака объясняется наличием диоксида азота, поэтому его иногда можно увидеть в городских районах с высоким уровнем загрязнения воздуха.
Красные, оранжевые и розовые облака возникают на восходе и закате и являются результатом рассеяния солнечного света в атмосфере, когда высота Солнца менее 10 градусов. Облака отражают длинноволновые нерассеянные лучи солнечного света, которые являются преобладающими в эти часы.

#### Иризация облаков
Облака могут иризировать: зелёным, пурпурно-красным, синим и т. д. Такие иризирующие облака появляются во все времена года, но особенно часто осенью. Их можно наблюдать около Солнца. Кучевые, кучево-дождевые и слоисто-кучевые облака показывают иризацию лишь на краях. Сверкающие, белые, перисто-кучевые и высотно-кучевые облака, особенно имеющие линзообразную форму, которые быстро возникают до или после бури, проявляют самые красивые иризации. Цвета располагаются лентами, полосами и «глазками». Радужность видна и тогда, когда облако быстро меняет форму незадолго до или тотчас после бури.

#### Разноцветные облака на Юпитере
Газовый гигант Юпитер известен своими разноцветными облаками. Атмосфера Юпитера имеет температуру −153 °C, при которой атмосфера должна быть бесцветной. Красочный цвет облаков можно объяснить тем, что водородные соединения поднимаются из теплых слоев атмосферы в верхний холодный слой, тем самым его окрашивая. Также цвет облаков объясняется примесями соединений серы и других сложных соединений, поднимаемых из глубины планеты на поверхность. По цвету облака на Юпитере можно определить его высоту. Например, голубые облака — низкие, красные — высокие. Окраска облаков постоянно меняется.

## Исследования
В рамках атмосферной оптики решаются следующие задачи
- Прямые задачи: изучение оптических свойств воздуха, моря и суши[1].
- Исследование условий, влияющих на горизонтальную и наклонную видимость (на фоне неба или Земли). Этой темой занимались советские учёные В. В. Шаронов (рассмотрел различные факторы, определяющие дальность видимости, 1947), Н. Г. Болдырев, В. А. Берёзкин, В. А. Фаас (разработал специальную классификацию атмосферной дымки в связи с задачами аэрофотосъемки и наклонной видимости, 1932)[6]; немецкий учёный Х. Кошмидер; канадский учёный Д. Мидлтон[1].
- Обратные задачи: определение по измеренным оптическим свойствам воздуха, моря и суши других их физических характеристик; оптические методы исследования стратосферы по наблюдениям сумеречного света с применением эмпирических данных; определение спектра частиц по особенностям светорассеяния; определение температуры земной поверхности или облаков по характеру излучения; определение вертикального профиля температуры и влажности; решение задач с разработкой методов зондирования атмосферы с метеорологических искусственных спутников Земли (например, определение температуры земной поверхности или облаков по характеру излучения, достигающего спутник) и другие[6]. Задачи состоят в разработке оптических методов зондирования. Однако существуют проблемы при такой разработке: нужно установить, что в оптической информации содержатся нужные данные; необходимо указать способ их извлечения и необходимую точность измерений[1]

Актуальным остается исследование оптических характеристик атмосферы на различных высотах. Многочисленные экспериментальные исследования производятся для различных участков спектра и при различных гелиогеофизических условиях. Исследования производятся с земли и с летательных аппаратов. Наземные измерения обеспечивают учёных материалом для исследования в оптической характеристике приземного слоя. Также с земной поверхности можно производить оптическое зондирование более высоких слоев атмосферы, с использованием прожекторных, лазерных, сумеречных методов. Однако при использовании таких методов приходится сталкиваться с трудностями методического характера по освобождению получаемой информации от влияния нижних (плотных) слоев атмосферы. Данная проблема отсутствует при использовании аэростатных, ракетных и спутниковых методов исследований. Тем не менее, здесь также возникают проблемы, связанные с высотной привязкой результатов наблюдений, с определением ориентации оптической оси аппаратуры при наблюдениях, с решением обратных задач (особенно при спутниковых измерениях).
Работы по атмосферной оптике освещаются на Международных симпозиумах по отдельным проблемам, на всесоюзных межведомственных совещаниях по актинометрии и атмосферной оптике. Атмосферная оптика изучается в следующих институтах и научных организациях:
- Работу по развитию и согласованию исследований в области атмосферной оптики проводит Академия наук РФ совместно с Федеральным управлением гидрометеорологической службы РФ[1].
- Институт оптики атмосферы имени В. Е. Зуева СО РАН в Томске. Институт публикует журнал «Оптика атмосферы и океана» (издаётся с 1988 года), издаваемый на русском и английском языках, и проводит ряд научных конференций[23][24].
- Институт теоретической и экспериментальной биофизики РАН[6].
- Институт актинометрии и атмосферной оптики при Главной геофизической обсерватории (основанный Н. Н. Калитиным в 1930 году и просуществовавший до войны. В нём велись систематические наблюдения над десятью различными радиационными характеристиками, в том числе над суммарной освещенностью и рассеянной освещенностью. На базе этих наблюдений в 1945 году В. В. Шароновым были изданы фундаментальные таблицы, являющиеся единственным справочным изданием подобного типа как у нас, так и за рубежом).
- Университет Пьера и Марии Кюри (Франция).
- Оптическое общество (OSA, США).

## Галерея

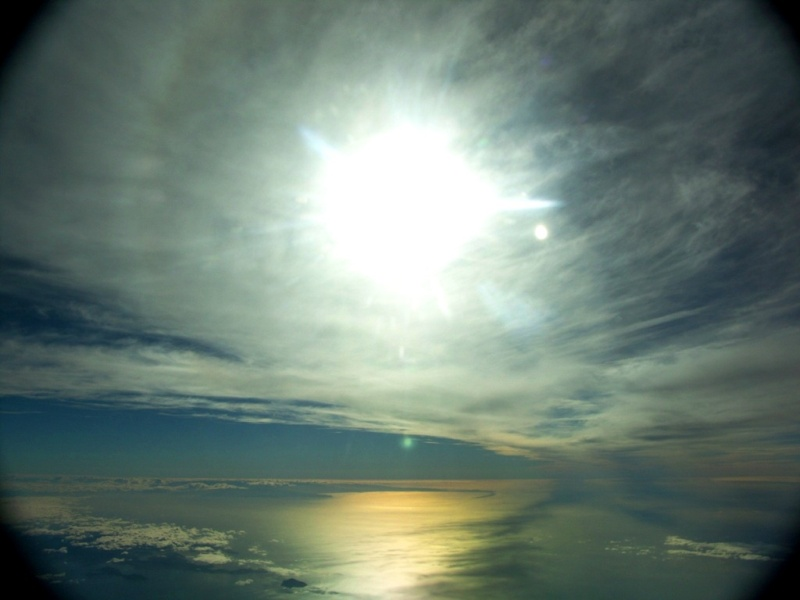
Гало на 41 градусе южной широты
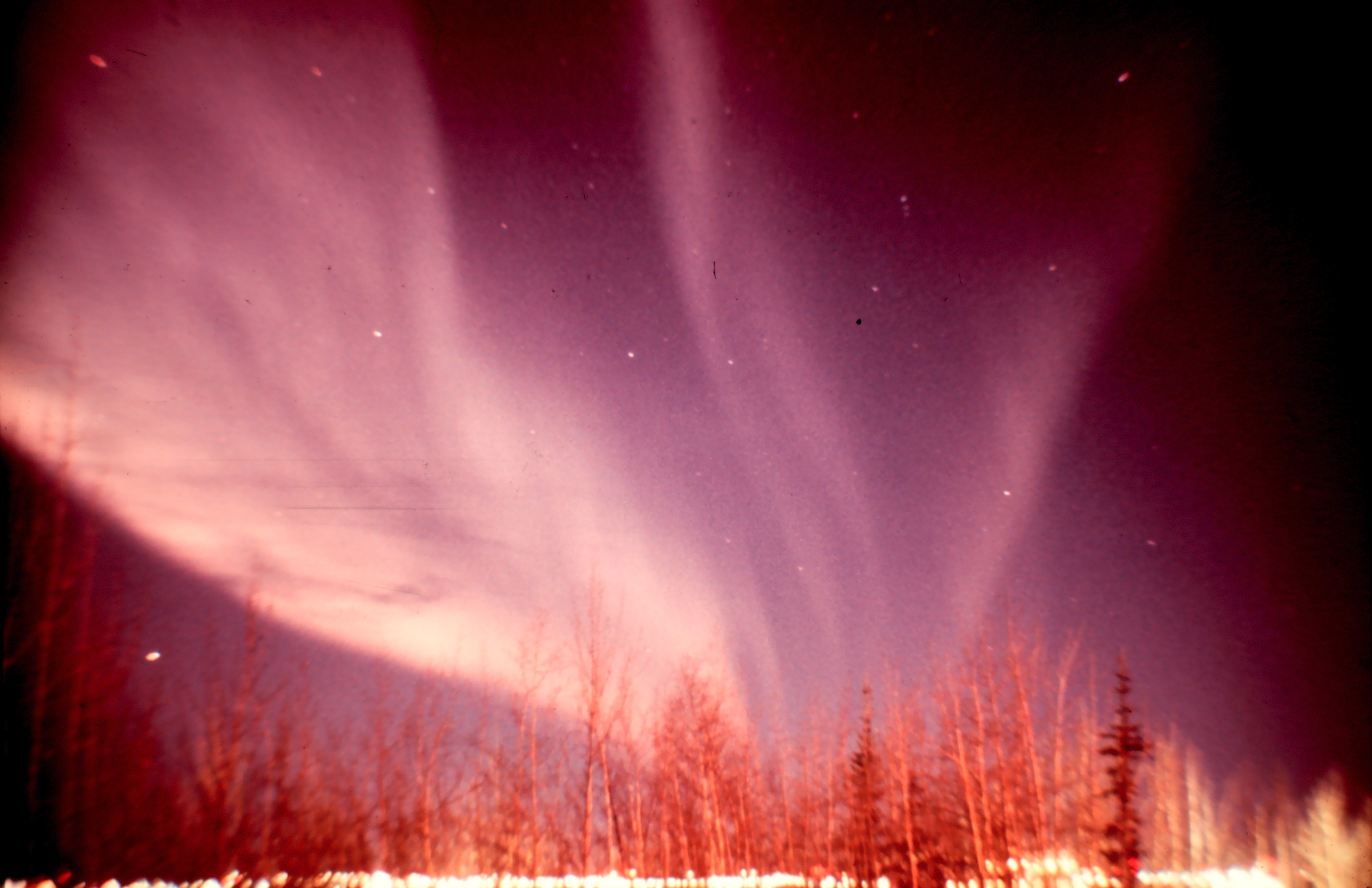
Северное сияние
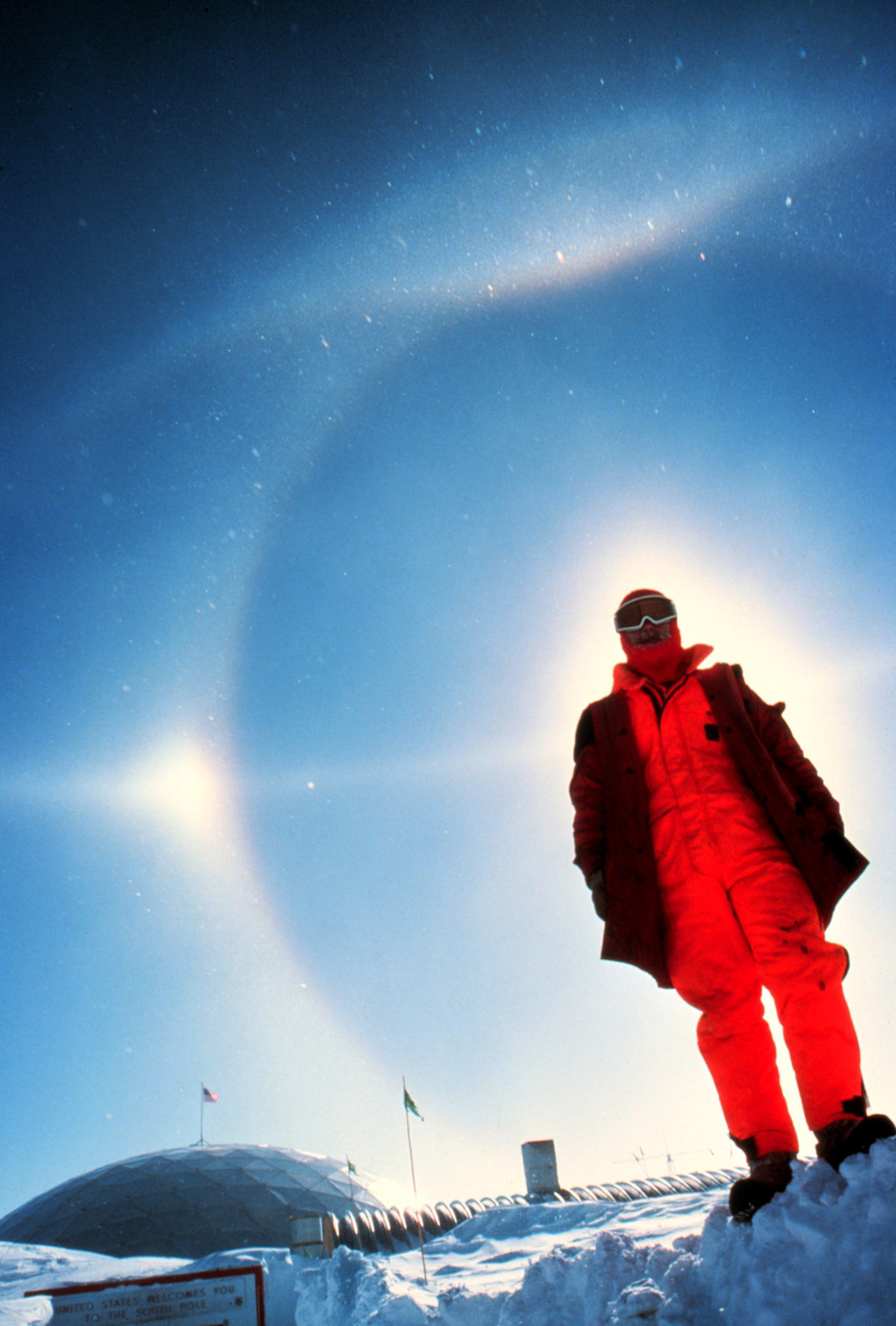
Гало. Человек и нимб вокруг него
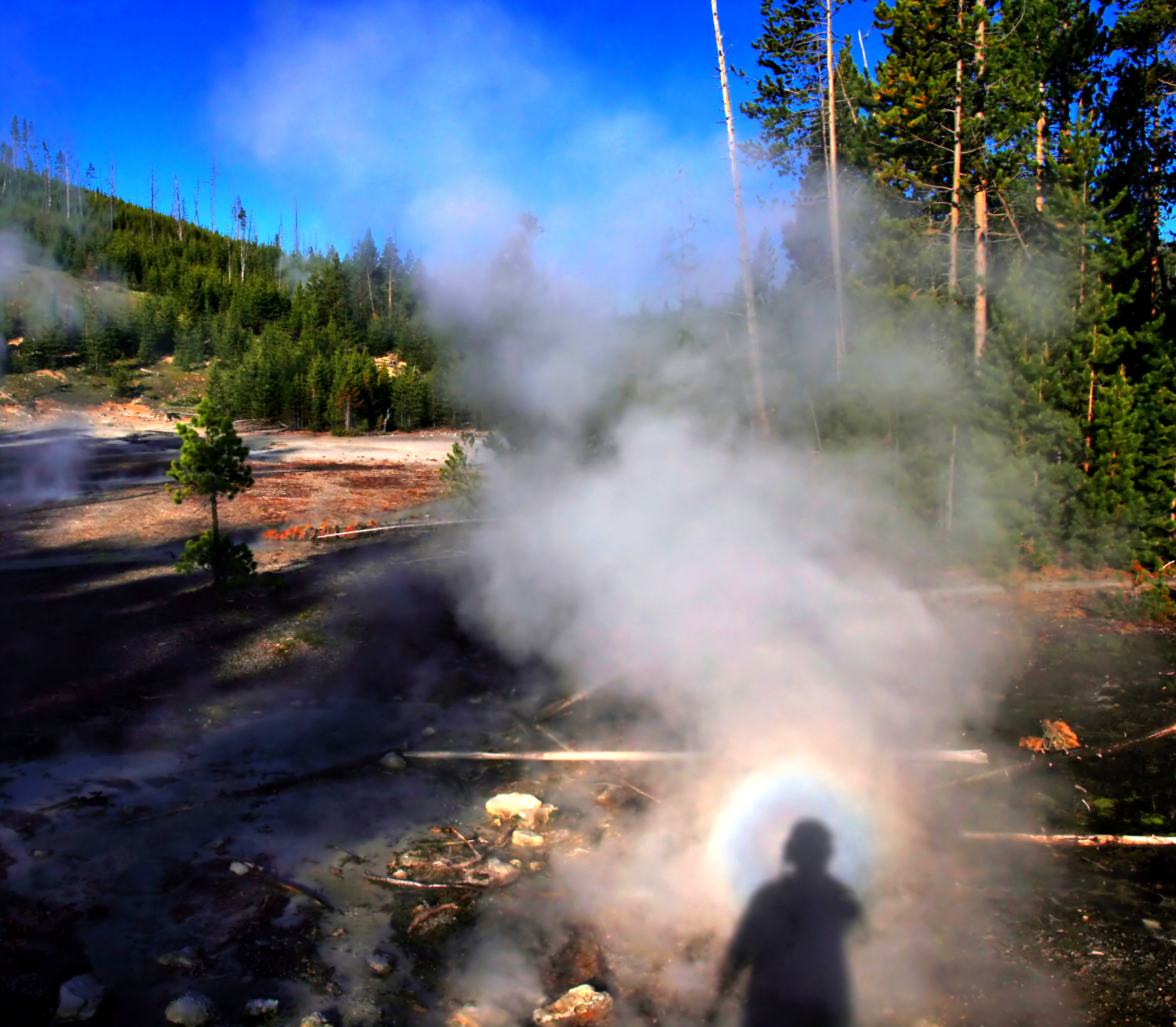
Глория
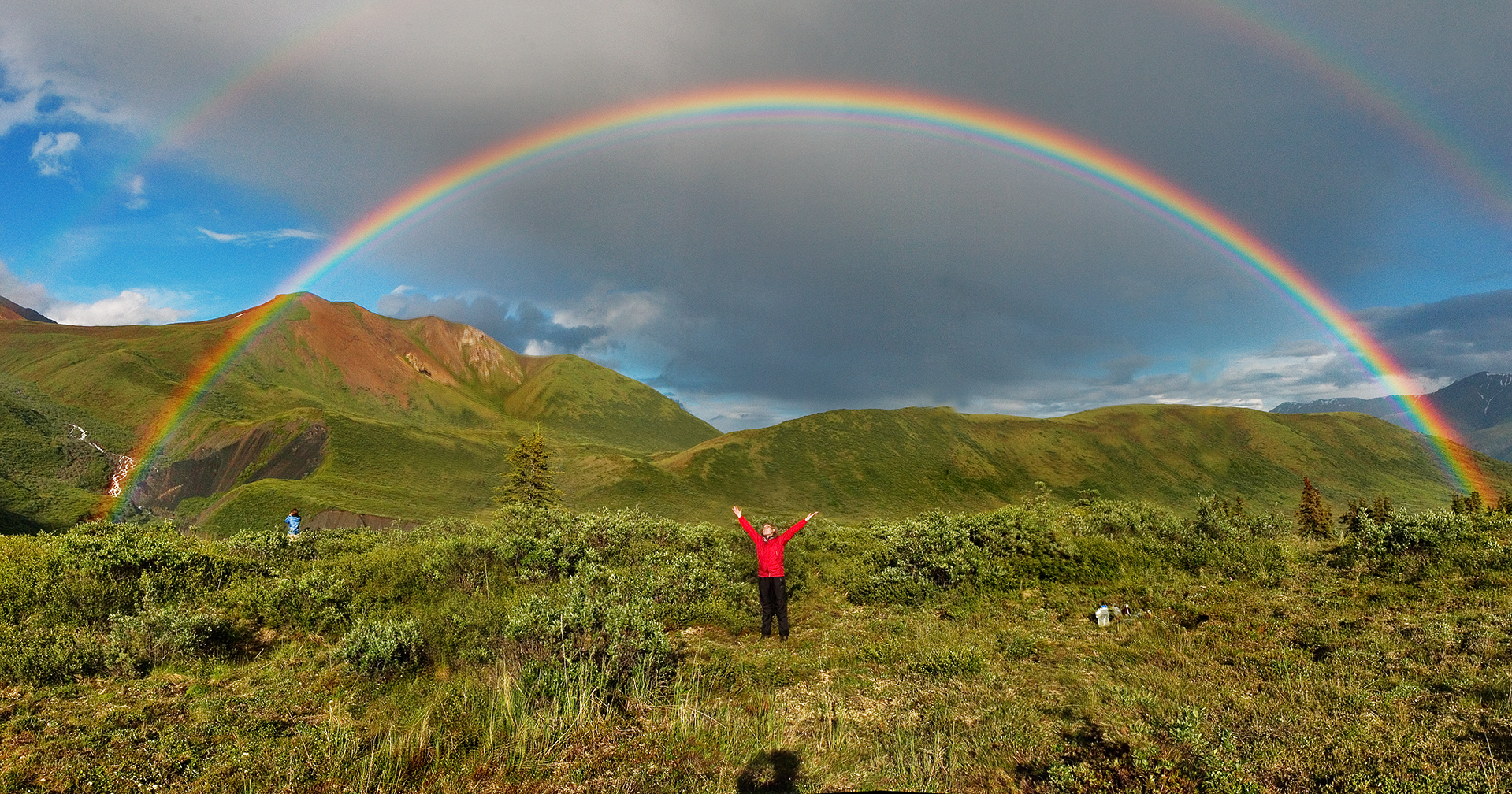
Двойная радуга